# Wang Chengyi
Wang Chengyi, född 17 juli 1983 i Xiangshan, är en kinesisk sportskytt.
Hon blev olympisk bronsmedaljör i gevär vid sommarspelen 2004 i Aten.